# Corneilla-de-Conflent
Corneilla-de-Conflent är en kommun i departementet Pyrénées-Orientales i regionen Occitanien i södra Frankrike. Kommunen ligger i kantonen Prades som tillhör arrondissementet Prades. År 2022 hade Corneilla-de-Conflent 532 invånare.

## Befolkningsutveckling
Antalet invånare i kommunen Corneilla-de-Conflent
| Referens: INSEE |